# Festival Paulista de Futebol Feminino Sub-14 de 2017
O Festival Paulista Feminino Sub-14 de 2017 foi a primeira edição desta competição futebolística de categoria de base da modalidade feminina organizada pela Federação Paulista de Futebol (FPF).
Foi disputada por cinco equipes durante o dia de 23 de setembro e teve o Tiger Academia como vencedor. Este conquistou o título após vencer nos pênaltis o Centro Olímpico na decisão.
A coordenadora de futebol feminino da FPF, Aline Pellegrino, demonstrou satisfação após a disputa: "muito válida". O técnico do Tiger Academia, Fábio Abenanti, comemorou a conquista e destacou os talentos revelados na disputa: "muito promissor".

## Formato e participantes
O regulamento do Festival Paulista Feminino Sub-14 dividiu os cinco participantes em único grupo que classificou as duas melhores para a final, que foi realizada em jogo único. Os cinco participantes foram:
- AAEC Guarulhos
- Bonfim Recreativo
- Centro Olímpico
- Franca
- Tiger Academia

## Final
| 23 de setembro | Centro Olímpico | 0 – 0 | Tiger Academia | Centro Olímpico de Treinamento e Pesquisa, São Paulo |
| 16h30min       |                 |       |                |                                                      |

|  |       | Penalidades |
|  | 1 − 4 |             |